# Spastomeloe
Spastomeloe is een geslacht van kevers uit de familie oliekevers (Meloidae).
Het geslacht is voor het eerst wetenschappelijk beschreven in 1985 door Selander.

## Soorten
Het geslacht omvat de volgende soorten:
- Spastomeloe formosus Selander, 1985
- Spastomeloe singularis Selander, 1985
- Spastomeloe weyrauchi (Kaszab, 1963)